# Diglyphus begini
Diglyphus begini är en stekelart som först beskrevs av William Harris Ashmead 1904.  Diglyphus begini ingår i släktet Diglyphus och familjen finglanssteklar. Inga underarter finns listade i Catalogue of Life.